# 学術出版
学術出版（がくじゅつしゅっぱん）は、学術的研究を出版すること。学術出版物は広く、学術的、学問的、科学的、そして研究に関する本、ジャーナル、記事、論文を含む。学術出版物は多くの場合、公的援助を受けている。理系では科学学術雑誌での発表が中心であり、書籍の比重は大きくないが、人文科学、社会科学などの文系では書籍の重要度は高い。

## 学術雑誌の出版
学術雑誌は科学文献のキュレーターと位置づけられる。科学者が学術誌に論文を投稿すると、学術誌の編集者や査読者たちが、その研究が出版に値する質と関連性を有するかどうかを検討する。編集者は、学術誌に投稿された研究論文が学術誌の領域に当てはまるかどうかを検討し、その分野の専門家（査読者）の意見を聞いて研究を評価する。そして、著者に堅牢性と透明性という点において、論文原稿をさらに改善する方法を提案する。この過程を経て、学術雑誌によって出版された論文は、品質が高く、再現性も確保された論文とみなされる。学術出版社は、出版される論文を選別することで、科学的記録の蓄積に貢献する。
一方で、論文を選別したり改善したりしない代わりに、掲載料さえ払えば迅速かつ簡単に論文を発表できると謳うハゲタカ学術誌が問題となっている。

## 学術書の出版
学術出版の発行元としては、大別して大学出版局と商業出版社の2つがある。そのほか自費出版されるケースもある。
学術書出版は、商業出版や自費出版と異なる営為である。学術書は、自分の研究に商品としての価値を付与し、様々な読者が読む可能性が生まれる。また、書籍の体裁が確立されているため、図書館で購入されやすく、書誌情報として共有化されてアクセスしやすくなる。
一部の書籍を除き少部数で刊行されるため、一般書と比べると1冊の値段は高い傾向にある。これは、学術書のページの組版体裁が複雑であったり、特殊な記号（たとえば、ギリシャ文字、ラテン語、サンスクリット語、英語、多言語であることが多いこと、発音記号、論理記号など）を用いること、内容が難しい本文を読みやすく作るには欧文組や和欧混植についての基礎知識と高度な日本語組版知識と技能が必要であることによる。歴史的な研究なら、異体字、漢文、変体仮名などが入ることもある。
印刷代は少部数の場合には割増料金がかかり、製本代も割増料金がかかる。ひつじ書房の試算は以下の通りである。
| 部数（部） | 価格（円） |
| ---------- | ---------- |
| 1001-1300  | 4,200      |
| 701-1000   | 6,000      |
| 501-0700   | 8,600      |
| 300-0500   | 15,000     |

上記の現状から、研究者から出版企画を依頼された場合、特に商業出版社においては、予想される実売部数とコスト面から出版を見送るケースもある。
一方で、日本学術振興会の助成金や大学のファンドといった刊行助成金を利用することで、出版を果たす場合がある。また、学術研究書出版制度を大学の使命と考え、積極的に推進する大学もある。早稲田大学は「大学の研究教育の内容やその水準を直接に体現する手段の一つであり、当該大学にとって枢要な使命を担うと位置づけ、その充実こそが、大学全体のアカデミック・ステイタスの維持・向上に直結する」と表明している。明治大学も「大学出版の意義はユニバーシティ・エクステンション、すなわち大学の知的資源を広く社会に開放することに尽きる」と述べている。

## オープンアクセス化
理系を中心とした学術雑誌の電子化が進んでいるが、学術誌は一部の欧州の学術出版社による寡占状況にあり、雑誌購読料の高騰が問題になっている。学術誌の価格上昇の原因は、学術出版を担う商業出版社のビジネスモデルにあり、学術誌は価格が高くても他の雑誌で代替できないため、市場原理が働かないことに起因する。世界の三大出版社の利益率は、いずれも30～40%にまで達する。
この寡占化に対抗して、1990年代から商業出版社への抵抗運動が起き、オープンアクセス化や学術出版社の雑誌へのボイコットなどが行われている。また、これらを回避するように海賊版サイトが立ち上がることもある。オープンアクセスは、学術出版の著者が広く認知されやすくなり、資金提供者による投資の効果が大きくなり、他の研究者および社会全体がアクセスできる知識が増えるメリットがある。このため、新たに生産される論文の半分はオープンアクセスで公開されている。